# Левковская, София Сергеевна
Софи́я Серге́евна Левко́вская (урождённая Илю́шина; 25 ноября 1965, Ленинград — 20 июня 2011, Санкт-Петербург) — российский композитор.

## Биография
Родилась и училась в Ленинграде, окончила Музыкальное училище имени Римского-Корсакова как хоровой дирижёр, Санкт-Петербургскую консерваторию по классу композиции профессора Слонимского. У него же окончила аспирантуру.
Состояла в Союзе композиторов Санкт-Петербурга. Преподавала на кафедрах композиции, инструментовки, теории музыки Санкт-Петербургской консерватории. Лауреат премии Кетгутского акустического общества в США (1996), участница Дармштадтских курсов новой музыки (1996). Участвовала в концертах фестиваля «Петербургская музыкальная весна» и творческой ассоциации «Звуковые пути», международного музыкального фестиваля «Земля детей», фестивалей «От авангарда до наших дней», «Международная неделя консерватории», «Время музыки: Fin de siècle».
В 2007—2011 годах на «Радио России — Санкт-Петербург» совместно с Александром Харьковским вела в передаче «Звучащая сфера» рубрику «Свободный электрон», посвящённую электронной музыке. После окончания обучения в аспирантуре вела специальные курсы для студентов композиторского факультета по современной нотации.

## Творчество
Музыкальные интересы Левковской были сосредоточены в области синтеза живого акустического звука с театральным жестом, видеорядом, электроникой. В мультимедийных проектах выступала в качестве режиссёра и сценариста. Свой подход к музыкальному творчеству — и одновременно способ представления сочинений публике — она называла «инструментальным театром» (что близко к понятию перформанса).
Среди исполнителей: дирижёры Александр Титов, Фёдор Леднёв, Анатолий Рыбалко и Алим Шахмаметьев, скрипачи Матвей Лапин и Илья Иофф, певица Надежда Хаджева, флейтист Георгий Долгов, кларнетист Илья Гиндин, саксофонистка Серафима Верхолат, скрипач и композитор Артур Зобнин, пианист Николай Мажара.
Часто использовала в музыке цитирование, подчас почти дословное, среди особых приёмов — введение в партитуру фрагментов аудиозаписей в электронной обработке. Харьковский отмечал в музыке театральность, использование броских названий произведений, детальную продуманность замысла.